# 키즈 사이언스 마법은 없어
《키즈 사이언스 마법은 없어》(원제: C'est pas Sorcier →마법이 아니야)는 프랑스의 공영 채널 France 3에서 방송된 프로그램으로 주로 어린이나 연령대가 낮은 초, 중학생들을 대상으로 한 과학 교육 프로그램이다.
프랑스에서 1994년 11월 5일 첫 방송이 전파를 탔다. 1999년에는 프랑스 방송 대상 최우수 교육 프로그램으로 선정되기도 하였으며, 2004년과 2005년에는 프랑스 방송 부문 대상을 차지하기도 하였다. 프로그램의 진행자로는 프랑스의 저널리스트 제이미 구르모와 프레드 쿠르앙 그리고 1999년에 합류한 사빈 퀸두 등이 있다.
대한민국의 문화방송에서는 2007년 10월 7일부터 2013년 8월 13일까지 이 방송을 번역, 더빙해서 방영하였다. 2011년 3월 22일까지는, 매주 수요일에는 새로운 프로그램을 방송하고 목요일에는 방영되었던 프로그램을 재방송하였지만, 이후 매주 목요일마다 방송하였다.

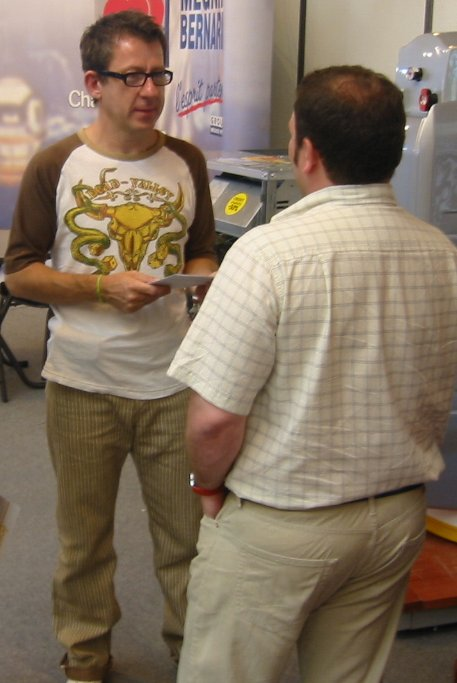
Jamy Gourmaud (2006)
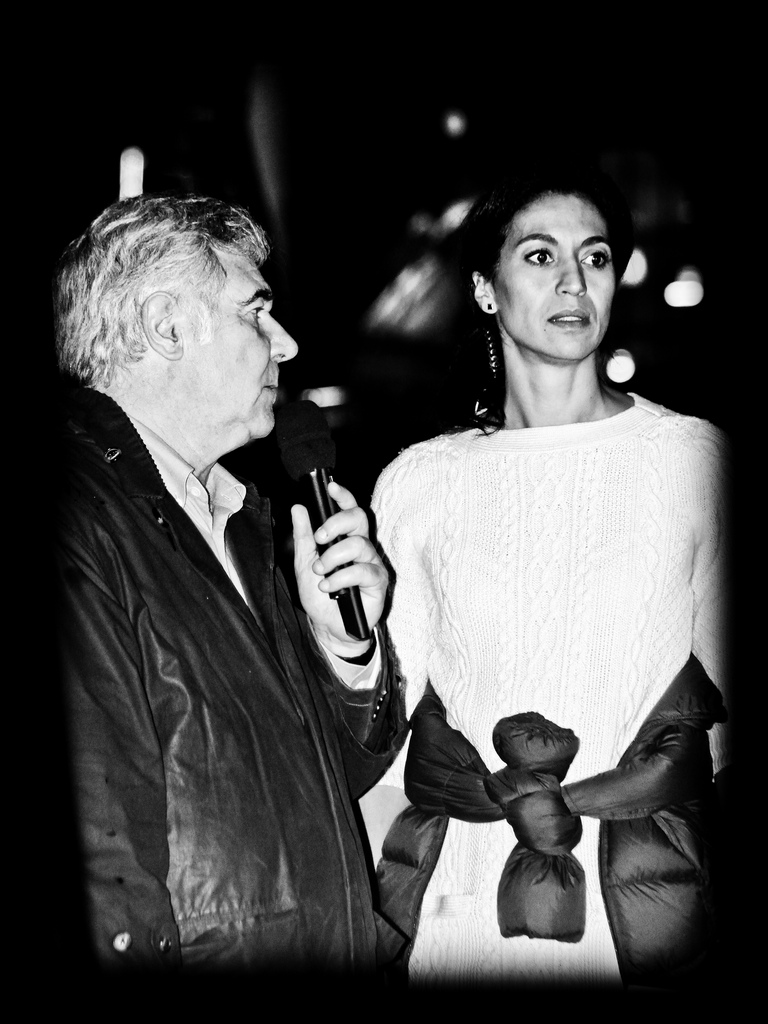
Sabine Quindou (2011)
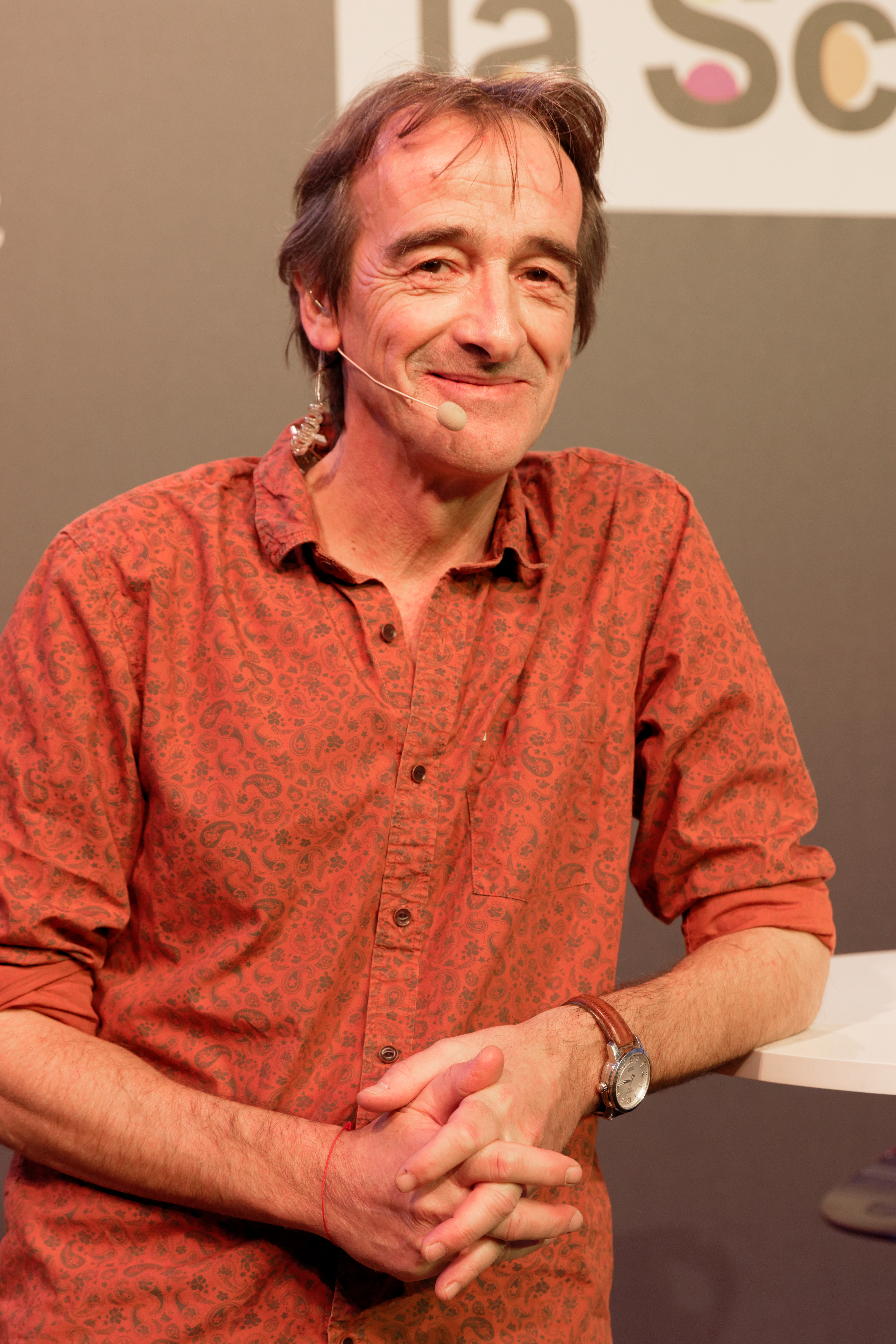
Frédéric Courant (2016)